# Nemanja Radulović
Nemanja Radulović (en alfabeto cirílico, Немања Радуловић) (n.1985) es un violinista serbio.[cita requerida]

## Datos biográficos

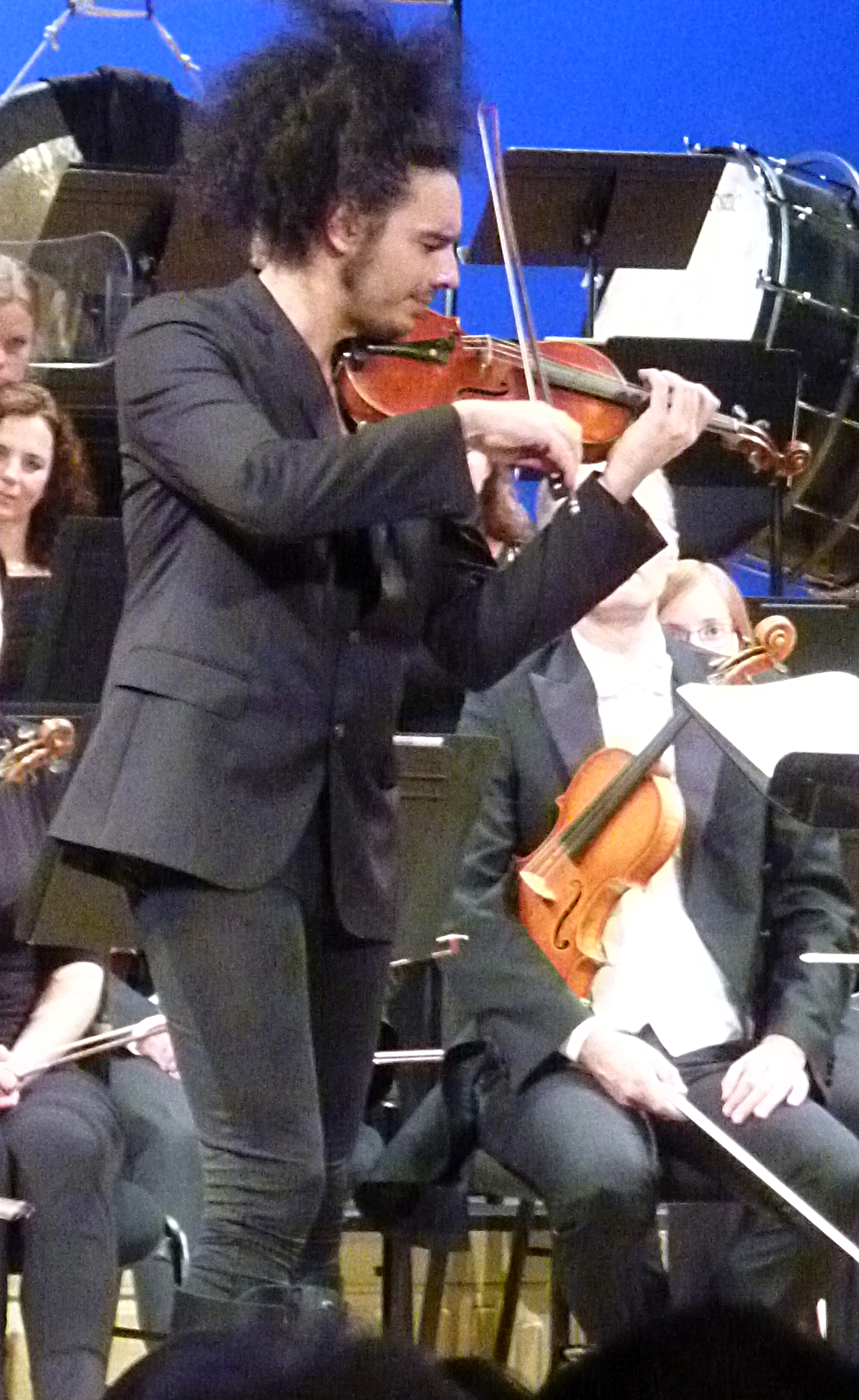
Nemanja Radulovic Durante el concierto dado en el Vichy Ópera el 11 de noviembre de 2016, con la orquesta Noord Nederlands Orkest bajo la dirección de Michel Tabachnik.

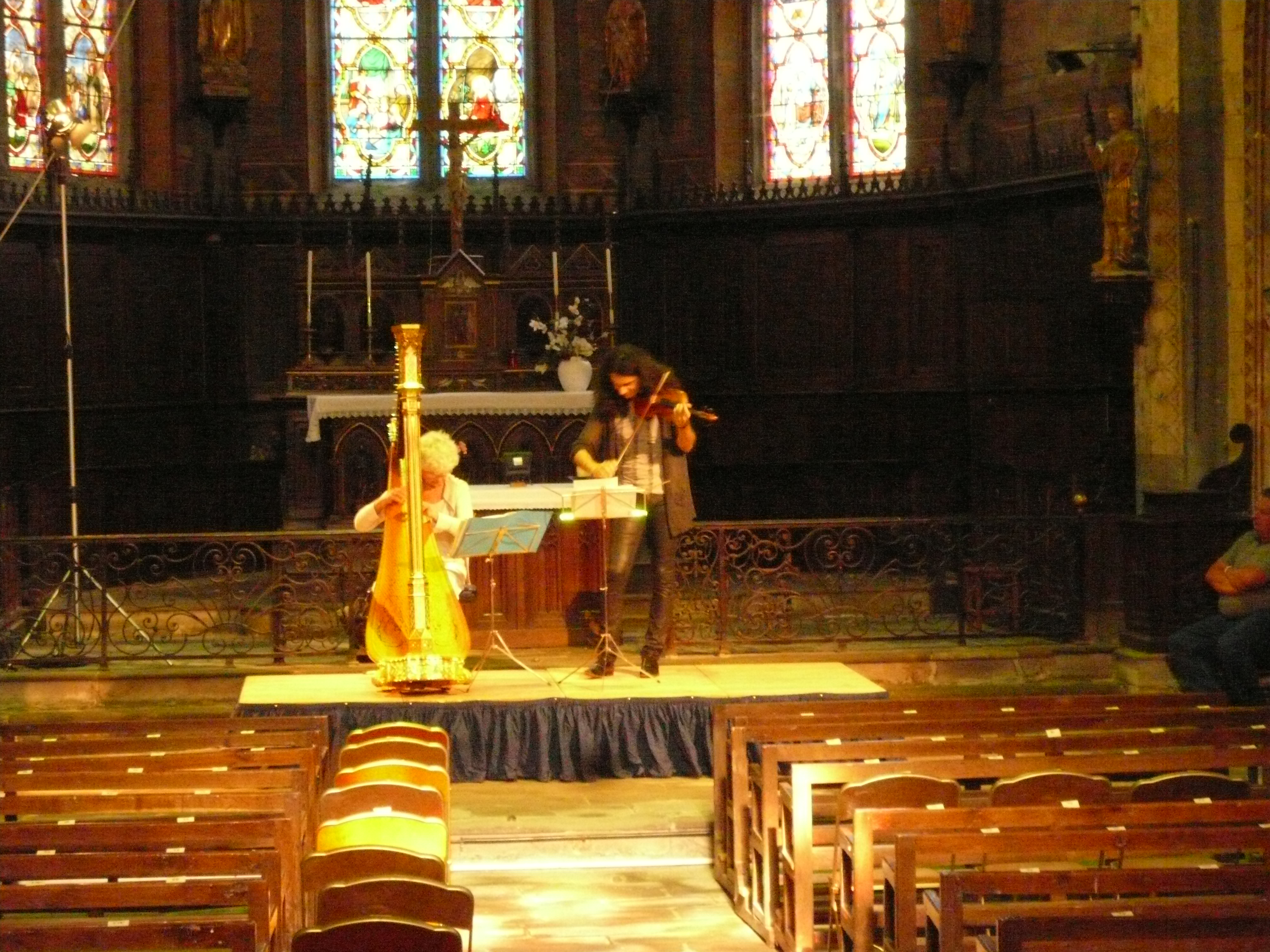
Marielle Nordmann, arpa y Nemanja Radulovic, el violín repite Escoutoux (63) Vollore Conciertos de 27 de julio de 2010..

Radulović empezó a estudiar el violín desde el año de 1992. En 1996, le fue otorgado el Premio de octubre  para música de la ciudad de Belgrado, y el año siguiente,  recibió el Premio Especial del Ministerio serbio de Educación para "Talento 1997". Continuó sus estudios musicales en el Hochschule für Musik Saar en Saarbrücken con  Joshua Epstein durante 1998, y en el año siguiente, en la Universidad de Artes en Belgrado, con Dejan Mihailović.  A los catorce años de edad se trasladó a  Francia para estudiar con Patrice Fontanarosa en el Conservatorio de París.
En 2006 reemplazó a  Maxim Vengerov en el concierto de Beethoven con la Orquesta Filarmónica de Radio Francia y Myung-whun Chung en la Sala Pleyel. Desde entonces ha actuado como un solista internacional y en ensambles. Fundó Los trinos del diablo y  Doble sentido. Actúa regularmente con la arpista Marielle Nordmann los pianistas Laure Favre-Kahn, Dominique Plancade y Susan Manoff. Está estrechamente vinculado al Festival Musical de las Noches Románticas del Lago Bourget en Aix les Bains, (Francia). También ha realizado presentaciones orquestales haciendo dúo con el clarinetista Andreas Ottensamer. Radulović toca un violín manufacturado en 1843 por Jean-Baptiste Vuillaume.

## Premios y honores
- Premio de 1996 octubres, Ciudad de Belgrado
- 1997 - "Talento del Año", Ministerio serbio de Educación
- 1998 - Quinto Premio, Competición de Violín Internacional, "Rodolfo Precio Lipizer"
- 2001 - Primer Premio Concurso Internacional George Enescu. Bucarest, Rumania
- 2003 - Primer Premio, Competición de Violín Internacional,  Hannover
- 2005 - "Internacional Revelation del Año", Victoires música clásica
- 2006 - "Estrella Revelación", 2006/2007
- 2014 - "Solista instrumental", Victoires música clásica
- 2017 - Orden de Karađorđe  Estrella[3]

## Discografía
- 2006 - Pièces vierte violon seul (Transart Vivo)
- 2008 - Mendelssohn, los conciertos vierten violon 1 et 2 (Transart Vivos)
- 2009 - Les trilles du diable (Decca)
- 2010 - Beethoven, Sonates vierte violon et piano 5, 7 et 8, avec Susan Manoff, piano (Decca)
- 2011 - Les cinq saisons (les quatre saisons de Vivaldi et "Primavera en Japón", composición originale d'Alexander Sedlar) (Decca)
- 2013 - Après un rêve, avec Marielle Nordmann (Transart)
- 2013 - Paganini Fantasía (Deutsche Grammophon)
- 2014 - Carnets de Viaje (Deutsche Grammophon)
- Este de 2014 Viajes (Deutsche Grammophon)
- 2016 - Bach (Deutsche Grammophon)
- 2017 - Chaikovski: concierto de Violín - Variaciones de Rococó (Deutsche Grammophon)